# Katsuhisa Hattori
Katsuhisa Hattori (jap. 服部 克久 Hattori Katsuhisa; ur. 1 listopada 1936 w Tokio, zm. 11 czerwca 2020 tamże) – japoński kompozytor muzyki klasycznej, tworzący również muzykę do filmów anime, telewizyjnych serii anime oraz OVA. Hattori był uznanym kompozytorem w Japonii. Komponował głównie muzykę klasyczną, jednak doświadczony był również w tworzeniu muzyki innych gatunków, takich jak New Age oraz jazz. Był synem Ryōichiego Hattori i ojcem Takayukiego Hattori, którzy byli kompozytorami. Hattori był również pianistą oraz sędzią i przewodniczącym wielu koncertów w Tokio.

## Dyskografia
- Champs de la Musique (1983)
- JUICY and CRISPY (1985)
- Bon Voyage (1986)
- A LA CARTE (1987)
- QUATLE SAISON (1988)
- La Monde (1989)
- Arc en Ciel (1990)
- Sports (1992)
- Nature (1994)
- Almanach (1995)
- Congratulation (1996)
- Lutus Dream (1997)
- Mon reve (1998)
- La Strada (1998)
- The Earth (1998)
- Friends (1999)
- Dissolve (2000)
- á la table (2001)
- Invitation (2002)
- Comme d’ habitude (2003)
- Author’s Best Vol.1 (2004)
- Author’s Best Vol.2 (2005)

## Ścieżki dźwiękowe do filmów anime
- Yusei oji (Planet Prince) (1959)
- Konya wa odoro (1967)
- Rio no wakadaishô (1968)
- Nanatsu no kao no onna (1969)
- Naikai no wa (1971)
- Aitsu to watashi (1976)
- Hakatakko junjô (1978)

## Ścieżki dźwiękowe do serii anime
- Adventures of Tom Sawyer (1980)
- Swiss Family Robinson (1981)
- Wanwan Sanjushi (piosenki skomponowane przez braci Guido oraz Maurizio De Angelis) (1981)
- Fist of the North Star Movie (1986)
- Ie Naki Ko Remi (1996)
- In The Beginning – The Bible Stories (1997)
- Infinite Ryvius (1999)
- Seikai no Monshō „Crest of the Stars” (1999)
- Seikai no Danshou „Lost Chapter of the Stars – Birth” (2000)
- Seikai no Senki I „Banner of the Stars” (2000)
- Argento Soma (2000)
- Seikai no Senki II „Banner of the Stars II” (2001)
- Seikai no Senki III „Banner of the Stars III” (2005)